# Juliet Burke
Juliet Burke is een personage uit de ABC-serie Lost gespeeld door Elizabeth Mitchell. Juliet werd in het derde seizoen geïntroduceerd en viel aan het begin van het zesde seizoen in de armen van Sawyer na de explosie van de waterstofbom Jughead in de laatste aflevering van seizoen vijf, The Incident.

## Leven
Voor haar komst op het eiland woonde Juliet in een appartement in Miami en werkte zij als vruchtbaarheidswetenschapper voor haar ex-man Edmund Burke. Ondanks haar zachte aard, experimenteerde Juliet met vruchtbaarheidsmiddelen op haar zus Rachel, die onvruchtbaar was geworden na chemotherapie. Het was onmogelijk dat Rachel zwanger zou raken, maar dit gebeurde toch. Nadat Juliet aan haar ex-man vertelde over het experiment, werd Edmund aangereden en overleed aan zijn verwondingen. 
In 2001 boden Richard Alpert en Ethan Rom Juliet een baan aan om meer vrouwen te helpen. Juliet wilde haar zus niet achterlaten, maar nadat geconstateerd werd dat Rachels kanker in remissie is, besloot ze toch te gaan.
Er werd heel geheimzinnig gedaan over Juliets bestemming en na het drinken van een glas jus d'orange werd zij bewusteloos via de onderzeeër naar het eiland gebracht.
Aangekomen op het eiland, ontwaakt Juliet uit haar kunstmatige slaap. Nadat ze beseft dat ze werd voorgelogen dat ze slechts zes maanden hoefde te blijven, wordt Juliet een vaste bewoner. Ze ontmoet Goodwin, met wie zij een relatie krijgt. Na zes maanden ontdekt ze dat Benjamin haar niet wil laten gaan en smeekt hem huilend om terug naar huis te keren aangezien de kanker van haar zus Rachel terug was. Ben beloofde te zorgen dat dat de ziekte wordt genezen, want als Juliet vertrekt is het te laat voor Rachel. Juliet heeft geen keus en probeert drie jaar lang vrouwen op het eiland te behandelen aan hun zwangerschap. Zwangere vrouwen sterven op het eiland als het kind daar is verwekt en Juliet zou dit moeten kunnen voorkomen, maar dit is nooit goed gekomen. Tot nu toe zijn alle zwangere vrouwen gestorven.
In 2004 stort Oceanic Airlines Vlucht 815 neer in twee delen op het eiland. In opdracht van Ben moet haar man Goodwin bij de overlevenden van het staartgedeelte infiltreren om daar informatie te verzamelen. De Anderen ontvoeren ongeveer 15 mensen van het staartgedeelte waaronder de kinderen Zach en Emma. Nadat Ana Lucía ontdekt dat Goodwin de spion is, vermoordt zij hem. 
Vlak voor het vliegtuig neerstortte probeerde Benjamin indruk te maken op Juliet door meerdere etentjes, maar zonder succes. De crash zag hij als een mooi moment om van Goodwin af te komen, maar Juliet is woedend op Ben als ze erachter komt en haar man vermoord ziet.